# Trou Caïman
Trou Caïman appelé également Eau Gallée (Dlo Gaye en créole haïtien), est un lac situé sur la commune de Thomazeau, près de celle de Croix-des-Bouquets, à Haïti.

## Géographie
Cet ancien lac salé dans lequel se mélangent eau saumâtre et eau douce, est alimenté par plusieurs cours d'eau ; une source d'eau douce le ruisseau Tête-source, un des bras de la rivière Blanche et le canal de Boucanbrou qui traverse d'Est en Ouest le lac de Trou Caïman qui le relie à l'étang Saumâtre d'une part et lui sert d'émissaire en allant se jeter dans le golfe de la Gonâve au nord de Port-au-Prince.
Le Trou Caïman est situé dans la plaine du Cul-de-Sac, au nord-est de la capitale Port-au-Prince et à 7 km à l'ouest de l'étang Saumâtre. Ses dimensions sont de 9 km de longueur sur 3 km de large pour une superficie d'environ 16 km².
Trou Caïman constitue un des lacs résiduels de l'ancien bras de mer qui formait un rift. Au retrait de la mer lors du soulèvement Oligo-miocène, l'eau salée est piégée dans les points les plus bas de la dépression donnant deux grands lacs d'eau saumâtre (l'étang Saumâtre du côté haitien et le lac Enriquillo du côté de la République dominicaine).

## Faune
Trou Caïman est un endroit encore sauvage qui est un lieu d'observation d'oiseaux. On peut y observer de nombreuses espèces d’oiseaux telles que aigrette, flamant rose, gallinule, grèbe à bec bigarré, héron, ibis, poule d'eau. Au niveau des reptiles, on peut noter la présence de la tortue d'eau douce Trachemys decorata, endémique d’Hispaniola.